# ایتوتا
ایتوتا (به پرتغالی: Itueta) یک منطقهٔ مسکونی در برزیل است که در میناز ژرایس واقع شده‌است. ایتوتا ۶٬۰۶۳ نفر جمعیت دارد.